# Cantón Bolívar
Cantón Bolívar är en kanton i Ecuador.   Den ligger i provinsen Manabí, i den västra delen av landet, 190 km väster om huvudstaden Quito. Antalet invånare är 40 735. Arean är 537 kvadratkilometer.
Terrängen i Cantón Bolívar är kuperad åt sydost, men åt nordväst är den platt.